# Peugeot Typ 81

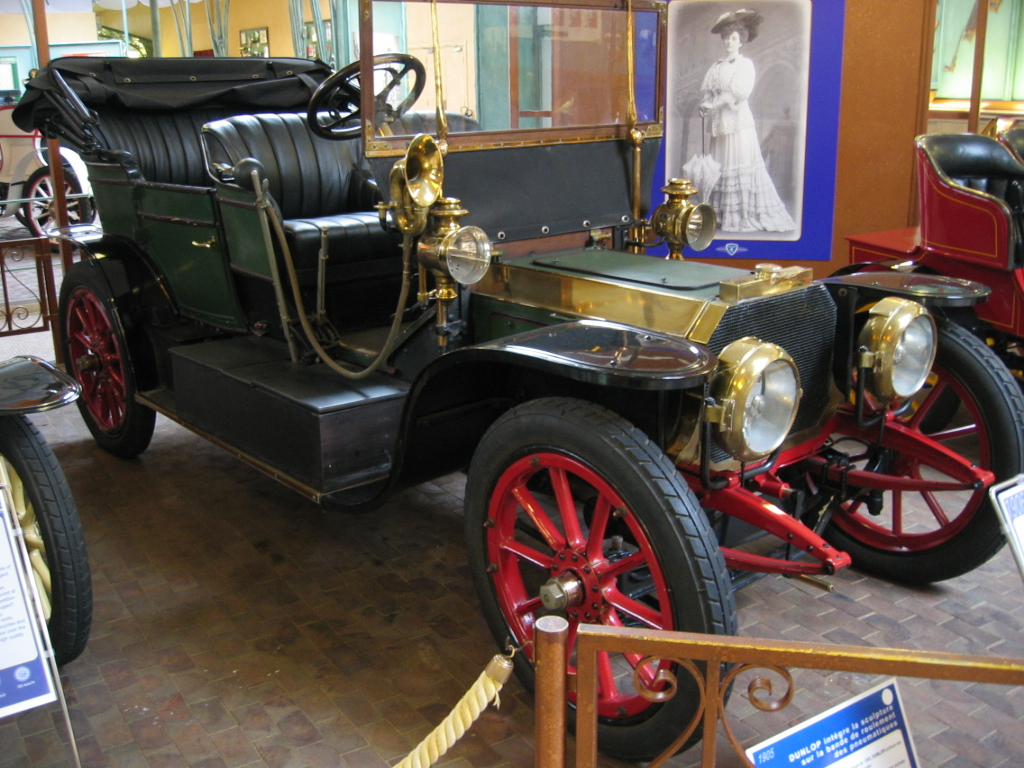
Peugeot Typ 81 im Peugeot-Museum Sochaux

Der Peugeot Typ 81 ist ein frühes Automodell des französischen Automobilherstellers Peugeot, von dem 1906 im Werk Audincourt 251 Exemplare produziert wurden.
Die Fahrzeuge besaßen einen Vierzylinder-Viertaktmotor, der vorne angeordnet war und über Kette die Hinterräder antrieb. Der Motor leistete aus 2207 cm³ Hubraum 12 PS.
Es gab die Modelle 81 A und 81 B. Bei einem Radstand von 278 cm und einer Spurbreite von 132 cm betrug die Fahrzeuglänge 382 cm, die Fahrzeugbreite 161 cm und die Fahrzeughöhe 195 cm. Die Karosserieformen Doppelphaeton, Torpedo und Coupé-Limousine boten Platz für vier Personen.